# Seznam poslanců Malty (1932–1939)
Seznam poslanců Malty za volební období 1932–1939.
| Jméno                     | Strana | Volební okresek | Poznámky                                |
| ------------------------- | ------ | --------------- | --------------------------------------- |
| Giovanni Adami            | PN     | 5               |                                         |
| Giuseppe Agius Muscat     | PN     | 4               |                                         |
| Luigi Azzopardi Castaldi  | PN     | 7               |                                         |
| Robert Bencini            | CON    | 3               |                                         |
| Pawlu Boffa               | MLP    | 5               |                                         |
| Michel Borg               | PN     | 3               |                                         |
| John Bugeja               | CON    | 6               |                                         |
| Giuseppe Cremona          | PN     | 8               |                                         |
| Antonio Dalli             | PN     | 3               |                                         |
| Enrico Dandria            | PN     | 2               | zemřell; nástupce Azzopardi, Alfredo W. |
| Giuseppe De Giorgio       | PN     | 7               |                                         |
| Niccolo Delia             | PN     | 7               |                                         |
| Tommaso Fenech            | PN     | 6               |                                         |
| Robert V. Galea           | CON    | 2               |                                         |
| A. Gera De Petri          | CON    | 1               |                                         |
| Robert E. Hamilton        | CON    | 4               |                                         |
| Giuseppi Hyzler           | PN     | 1               |                                         |
| Federico F. Maempel Naudi | PN     | 3               |                                         |
| Carlo Mallia              | PN     | 1               |                                         |
| Giuseppe Micallef         | PN     | 8               |                                         |
| Carmelo Mifsud Bonniċi    | PN     | 4               |                                         |
| Ugo Mifsud                | PN     | 1               |                                         |
| Alberto Mizzi             | PN     | 2               |                                         |
| Enrico Mizzi              | PN     | 8               |                                         |
| Rosario Mizzi             | PN     | 6               |                                         |
| Anthony P. Montano        | CON    | 2               |                                         |
| Walter Salomone           | CON    | 6               |                                         |
| Paolino Schembri          | PN     | 5               |                                         |
| Gustav Soler              | PN     | 4               |                                         |
| Roger Strickland          | CON    | 8               |                                         |
| Ercole Valenzia           | CON    | 5               |                                         |
| Edwin Vassallo            | CON    | 7               |                                         |